# Departamento Adolfo Alsina
Adolfo Alsina es un departamento ubicado en la provincia de Río Negro (Argentina).
Su cabecera es la ciudad de Viedma, que es también la capital de la provincia.
Durante el gobierno del presidente Raúl Alfonsín existió un proyecto de trasladar la Capital Federal a esta región, que no se concretó. Este proyecto lo disponía en la ley N.º 23.512 sancionada el 27 de mayo de 1987. Por diversos problemas económicos y políticos la realización del mismo se dilató en el tiempo. Se intentó varias revivir este proyecto en las décadas siguientes, sin éxito. Esta Ley fue finalmente anulada en el año 2014, con la sanción del Digesto Jurídico Argentino, que derogó miles de normas que no tenían cumplimiento efectivo.
Limita al oeste con el departamento San Antonio, al norte con el departamento Conesa, al sur con el mar argentino y al este con el partido de Patagones (Provincia de Buenos Aires).

## Población
En 2010 contó con 57.678 habitantes según el censo nacional elaborado por el INDEC. 
El censo argentino de 2022 reportó 64 482 habitantes, siendo 33 026 mujeres y 31 456 hombres. En total fueron 64 482 habitantes según los datos del censo nacional elaborado por el INDEC.Esto representó un crecimiento del 11.8%

## Localidades y parajes
- Viedma
- Balneario El Cóndor
- Guardia Mitre
- San Javier
- Loteo Costa de Río
- El Juncal
- Bahía Creek
- La Lobería
- Pozo Salado
- El Pescadero
- Parajes:
- Cubanea
- General Liborio Bernal
- General Lorenzo Vintter
- General N. H. Palacios
- Vicealmirante E. O'Connor
- Zanjón de Oyuela
- Primera Angostura